# 中共西北特别支部
中共西北特别支部(简称“西北特支”)是至1936年由上海临时中央局(中央军委驻沪办事处)领导的中共地方党组织。西安事变后中央决定西北特支改组为陕西临时省委。

## 历史
1932年秋，中共上海中央局派谢华到西安，在杨虎城部第十七路军宪兵营从事兵运工作。1933年秋，中共宪兵营支部建立，书记谢华(后金闽生负责)。1936年春，经中共中央批准，在中共宪兵营支部基础上，成立了中共西北特支，书记谢华，委员徐彬如、李木菴。成员有西安绥署参谋处少将处长王根僧等。特支与陕西党组织不发生关系。
西安事变时，中共西北特支把陕南人民抗日第一军的关系交给到西安的中共中央代表和红军代表团。为阻南京当局部队西进潼关，中共中央代表命令陕南人民抗日第一军和红七十四师改为抗日联军南路第一军，迅速开往潼关以东参加破坏铁路。
西安事变后，根据中央指示，1936年12月25日西北特支改组为中共陕西临时省委。